# Xerohippus savignyi
Xerohippus savignyi är en insektsart som först beskrevs av Krauss 1890.  Xerohippus savignyi ingår i släktet Xerohippus och familjen gräshoppor. Inga underarter finns listade i Catalogue of Life.